# Slaget ved Gazala
Slaget ved Gazala var et vigtigt slag i Ørkenkrigen under 2. verdenskrig. Det blev udkæmpet ved havnebyen Tobruk i Libyen fra 26. maj – 21. juni 1942. På Aksemagternes side kæmpede Panzerarmee Afrika, som bestod af tyske og italienske enheder under kommando af "Ørkenræven" Generaloberst Erwin Rommel. De allierede styrker bestod af 8. armé under kommando af generalløjtnant Neil Ritchie, som blev nøje overvåget af den øverstkommanderende i Mellemøsten, general Claude Auchinleck. Rommel sendte sine panserstyrker rundt om sydflanken af Gazala-stillingen for at angribe de britiske kampvogne bagfra. Trods fremgang i denne operation kom Rommels panserstyrker i en prekær situation. Deres forsyningslinjer blev truet af fortsat modstand fra Frie franske styrker ved Bir Hakeim, som forankrede den sydlige del af den allierede stilling ved Gazala. Rommels kampvogne manglede derfor både brændstof og ammunition. Ritchie var længe om at drage fordel heraf, og Rommel koncentrerede sin styrke om et fremstød vestpå for at åbne en forsyningsvej gennem Gazala-linjen nord for Bir Hakeim. Slaget endte med en klar sejr til Aksemagterne, om end til en høj pris i form af tabte kampvogne. Uden effektive panserstyrker i de efterfølgende slag kunne Rommel ikke afgørende besejre 8. armé, mens den trak sig tilbage til Egypten,  og hans forfølgelse af den blev stoppet i det første slag om el-Alamein.

## Optakt

### Rommel rykker igen frem fra El Agheila
Efter den vellykkede Operation Crusader i slutningen af 1941 havde den 8. armé drevet aksestyrkerne ud af Cyrenaica og tvunget Rommel til at trække sig tilbage til stærke forsvarsstillinger, som han havde forberedt ved El Agheila. De Allieredes over 800 km lange fremrykning havde imidlertid gjort deres forsyningslinjer for lange, og i januar 1942 havde de tyndet ud i styrkerne ved fronten for i stedet at arbejde på at bygge forsyningslinjer og depoter for at kunne fortsætte fremstødet vest på mod Tripolitanien. I mellemtiden havde Rommel fået forstærkninger af tropper og kampvogne, og den 21. januar sendte han tre stærke panser kolonner ud på en taktisk rekognoscering. Da han kun fandt en meget tyndt besat front foran sig, skiftede han hurtigt fra rekognoscering til offensiv. Han generobrede Benghazi den 28. januar og Timimi den 3. februar og fortsatte fremad mod den befæstede havn Tobruk ved Middelhavskysten.

### 8. armé forskanser sig ved Gazala-linjen
Mellem Gazala og Timimi (lige vest for Tobruk) lykkedes det 8. armé at samle tilstrækkelig mange styrker til at den kunne stå fast og kæmpe. Den 4. februar blev Rommels fremrykning stoppet, og fronten stabiliserede sig mellem Gazala ved kysten 50 km vest for Tobruk og 80 km ind i landet til den gamle tyrkiske fæstning Bir Hakeim mod syd.
"Gazala-linjen" var en række forskansede "kasser", som hver rummede en styrke svarende til en brigade, som var spredt ud over ørkenen og kædet sammen med minefelter og pigtråd, som blev bevogtet af faste patruljer mellem kasserne. De Frie franske styrker lå mod syd ved Bir Hakeim- kassen. Linjen var ikke lige kraftigt forsvaret overalt. Størstedelen af tropperne dækkede kysten, mens den sydlige ende var mere tyndt besat.

### Begge sider forbereder sig
I det tidlige forår koncentrerede begge sider sig om at opbygge deres forsyninger og kampvognsstyrke, idet begge parter var udmærket klar over, at der i løbet af de foregående to år havde været fem frem- og tilbagetrækninger hen over ørkensandet, som alle i den sidste ende var slået fejl, fordi de respektive sejrherrer havde manglet styrke til at kunne følge op på og udnytte deres sejre.
Man havde også lært andre ting: De britiske panserdivisioner begyndte at udskifte deres kampvogne med General Grant-kampvogne med en 75 mm kanon, som kunne modsvare dem på de tyske Panzer IV, og reorganiserede deres støtteenheder, så de kunne fremskynde vedligeholdelse og reparationer i kamp, et område hvor Aksemagternes enheder havde vist en klar overlegenhed. Samarbejdet mellem infanteri og artilleri blev også reorganiseret, mens Royal Air Forces chef i Mellemøsten Arthur Tedder indførte en ny strategi, som betød, at Desert Air Force under slagene fokuserede på at støtte tropperne på jorden frem for at nedkæmpe fjendens flystyrker. Et nyt jagerbomber-koncept blev udviklet af Air Vice Marshal Arthur Coningham, lederen af Desert Air Force, som flyttede sig selv og sin stab til hærchefens lejr for at forbedre samarbejdet.
I mellemtiden opbyggede Rommel sine lagre så hurtigt som muligt. Han var klar over, at han kunne drage fordel af sine korte forbindelseslinjer over havet til Europa til at opbygge sin styrke hurtigere end Auchinleck, som var afhængig af en forsyningsrute, som strakte sig over 22.000 km syd om Afrika, så han kunne angribe, inden 8. armé var klar. I slutningen af maj var Rommel parat. Over for ham i stillingerne ved Gazala lå 1. sydafrikanske division nærmest kysten, 50. infanteridivision til venstre for dem og 1. frie franske division længst mod syd ved Bir Hakeim. 1. og 7. britiske panserdivisioner ventede bag hovedlinjen som en mobil modangrebsstyrke, mens 2. sydafrikanske division var garnison i Tobruk, og 5. indiske infanteridivision, som var ankommet i april for at afløse 4. indiske infanteridivision, blev holdt i reserve.

## Rommels plan
Rommels plan for Operation Venezia gik ud på at lade kampvognene gennemføre en omgående bevægelse syd for den befæstede "kasse" ved Bir Hacheim (eller Bir Hakeim). Til venstre for denne enhed skulle den italienske 132 panserdivision Ariete neutralisere Bir Hacheim-kassen, mens 21. og 15. panserdivision på højre side skulle rykke nordpå bag 8. armés stillinger og angribe og nedkæmpe de britiske kampvogne og afskære divisionerne i Gazala-linjen. På den yderste højrefløj i angrebet skulle den lette 90. tyske Afrika-division rykke frem til El Adem, syd for Tobruk, for at afskære forsyningslinjen til Gazala-linjen og fastholde mulige forstærkninger til Tobruk-området ved at simulere stærke panserenheder ved brug af støvmaskiner (flymotorer og propeller monteret på lastbiler).
I mellemtiden skulle den anden halvdel af det 20. italienske motoriserede korps - den 101 italienske motoriserede division Trieste - åbne en vej gennem minefeltet nord for Bir Hacheim-kassen nær Sidi Mufta-kassen for at etablere en forsyningsrute for pansertropperne. Rommel forventede, at når han havde taget sig af de britiske kampvogne, ville han have erobret El Adem, Ed Duda og Sidi Rezegh, når natten faldt på, foruden Knightsbridge, forsvarskassen omkring 40 km nordøst for Bir Hacheim. Han ville da være i stilling til, at hans kampvogne den følgende dag kunne støde vest på mod 8. armés forsvarsstillinger mellem Gazala og Alem Hamza og møde angrebet vestfra fra de italienske 10. og 21. korps.

## Slaget

### Rommel angriber i flanken
Klokken 14 den 26. maj indledte det 10. og 21. italienske korps et frontalt angreb på de centrale stillinger i Gazala-linjen efter et kraftigt artilleribombardement. For at forvirre fjenden blev små enheder fra Afrika og 20. mobile korps indsat i angrebet for at give indtryk af, at alle aksestyrkerne deltog i angrebet. Afledningsmanøvren blev yderligere forstærket ved, at yderligere enheder fra disse mobile enheder fortsatte med at rykke nordpå mod angrebet. I ly af mørket blev alle panser- og mobile enheder i løbet af aftenen sendt tilbage til deres samlingspunkt i den sydlige ende af Gazala-linjen.
Tidligt om morgenen den 27. maj anførte Rommel personligt de enheder fra Panzerarmee Afrika — Afrikakorpset, 20. motoriserede italienske korps og 90. lette Afrika division — i en brillant, men risikabel omgående bevægelse rundt om den sydlige ende af de allierede linjer, idet han stolede på, at fjendens egne minefelter beskyttede hans flanke og ryg.
Rommels plan begyndte at gå galt ved Bir Hacheim. Ariete- og Trieste-divisionerne fra 20. motoriserede italienske korps og dele af 21. panserdivision blev forsinket 3 timer af 7. panserdivisions 3. indiske motorbrigade, som var gået i stilling omkring 6 km øst for Bir Hacheim, og de led svære tab, inden inderne blev løbet over ende. Bir Hacheim-kassen, som blev forsvaret af 1. frie franske brigade under Marie-Pierre Koenig viste sig at være en større forhindring, end Rommel havde ventet (se slaget ved Bir Hakeim), og det lykkedes ikke for Ariete at erobre stillingen, idet de led store tab til de franske 75 mm kanoner.
Længere mod øst var 15. panzerdivision kommet i kamp med 7. panserdivisions 4. panserbrigade, som var beordret sydpå for at støtte 3. indiske og 7. motoriserede brigade, og påførte den store tab, men led også selv betydelige tab i det den blev overrasket over rækkevidden og styrken i 75 mm kanonerne på de nyligt ankomne Grant-kampvogne. 4. panserbrigade trak sig herefter tilbage mod El Adem og tilbragte natten nær Belhamed forsyningsbasen øst for El Adem.
Op ad formiddagen var aksestyrkernes panserenheder rykket over 40 km nordpå, men ved middagstid var deres fremdrift blevet bremset, da de kom i kontakt med 1. panserdivision i svære kampe, hvor begge sider led tab.
Yderst på højre fløj af aksestyrkernes fremrykning havde den 90. lette Afrika-division været i kamp med 7. motoriserede brigade ved Retma og tvunget den til at trække sig tilbage mod Bir el Gubi.
Da 90. lette division genoptog fremrykningen op ad formiddagen, stødte den på den 7. panserdivisions fremskudte hovedkvarter nær Bir Beuid. Det blev spredt, og en række nøgleofficerer - heriblandt divisionschefen Frank Messervy blev taget til fange. Han lod imidlertid, som om han var en oppasser, og slap væk. Tabet af hovedkvarteret betød imidlertid, at divisionen var uden effektiv ledelse i de næste to dage.
Som planlagt nåede 90. lette division El Adem-området op ad formiddagen og erobrede en række forsyningsbaser. De Allierede reagerede langsomt, men da man nåede ud på eftermiddagen, var der hårde kampe. Den næste dag blev 4. panserbrigade sendt til El Adem, og 90. lette division blev drevet tilbage mod sydvest.
Kampvognsslaget fortsatte i tre dage, og da Bir Hakeim holdt ud, var Panzerarmee Afrika fanget i et område, som blev kaldt "kedlen" med Bir Hakeim mod syd, Tobruk mod nord og de omfattende minefelter i den oprindelige allierede frontlinje mod vest, og den blev angrebet af allierede panserstyrker fra nord og øst. Rommels forsyningssituation om aftenen den 31. maj var ved at blive desperat. Ariete-panserdivisionen, som havde til opgave at dække tyskerne i ryggen, afviste i mellemtiden gentagne angreb fra de britiske panserbrigader den 29. maj og i løbet af den første uge af juni.

Fra en tysk kilde om denne kamp:
 I de første ti dage af vores angreb havde franskmændene og briterne forholdt sig forbløffende rolige. Kun "Ariete"-divisionen blev angrebet af dem d. 2. juni, men den forsvarede sig stædigt. Efter et modangreb fra 21. panserdivision blev fronten igen rolig.

### Panzerarmee Afrika genvinder initiativet i "kedlen"
Fanget mellem et stort minefelt og hård britisk modstand, og med forsyningslinjerne afskåret, var Rommel i en prekær situation, men tidligt den 29. maj lykkedes det forsyningskøretøjer med støtte fra de italienske "Trieste"- og "Ariete"-divisioner at trænge gennem minefelterne nord for Bir Hacheim og levere hårdt tiltrængte forsyninger til de indesluttede aksestyrker og derved give Rommel mulighed for at få styr på situationen. Den 30. maj angreb han vestpå tilbage mod sin egen oprindelige frontlinje med henblik på at etablere et brohoved på den østlige side af minefeltet og få forbindelse med enheder fra det 10. italienske korps, som var i færd med at rydde en vej gennem minefelterne vestfra. Under dette vestvendte angreb nedkæmpede han i løbet af de næste to dage den 50. infanteridivisions 150. infanteribrigade i kassen ved Sidi Muftah, og der blev skabt to huller i minefeltet tilbage til hans egne linjer, hvilket gav ham en direkte forsyningsrute og splittede den allierede front.
Om aftenen den 1. juni sendte Rommel den lette 90. og Trieste-divisionen sydpå for at forny angrebet på Bir Hacheim, hvorfra der til stadighed udgik angreb, som forstyrrede hans forsyningslinjer. Igen mislykkedes angrebet, og kampen om Bir Hacheim kom til at fortsætte i yderligere 10 dage.
Auchinleck var ikke klar over, at Rommels forsyningssituation var desperat, men overoptimistiske efterretningsvurderinger af, hvor store tab de tyske panserstyrker havde lidt, fik ham til stærkt at tilskynde Ritchie til at indlede modangreb langs kysten for at drage fordel af fraværet af tyske kampvogne og bryde igennem til Timimi og derpå Mechili. Ritchie var mere bekymret over, at Tobruk var udsat, og koncentrerede sig om at bringe forstærkninger ind i El Adem-kassen og skabe nye forsvarskasser overfor de nye huller i minefeltet.
Den 5. juni indledte 8. arme endelig sit modangreb, men modstanderne havde haft nogle dage til at forberede sig, og mod nord kom 13. korps ingen vegne. Angrebet fra 7. panser- og 5. indiske infanteridivision på den østlige flanke af kedlen, som blev indledt kl. 2:50 om morgenen den 5. juni, gik godt i starten, da det indledende infanteriangreb erobrede mål efter planen, men aksestyrkernes hovedlinje lå længere mod vest end ventet, og da 22. panserbrigade passerede igennem, blev de mødt af intens beskydning, og deres fremrykning blev stoppet. Ved daggry havde 32. panserbrigade sluttet sig til angrebet, hvor de rykkede frem nordfra, og den var også løbet ind i kraftig beskydning og havde mistet 50 af sine 50 involverede kampvogne.
Tidligt på eftermiddagen den 5. juni besluttede Rommel at angribe østpå med Ariete og 21. panserdivision og nordpå mod Knightsbridge-kassen med dele af 15. panserdivision. Det østgående fremstød mod Bir el Hatmat splittede to taktiske hovedkvarterer for britiske divisioner samt hovedkvartererne for 9. og 10. indiske infanteribrigade og andre mindre enheder. Ledelsessystemerne brød fuldstændig sammen. 22. panserbrigade, som havde mistet 60 af dens 156 kampvogne, blev tvunget væk fra slagmarken af fornyede angreb fra 15. Panzerdivision. Af de allierede angrebsstyrker blev tre indiske infanteribataljoner, et rekognosceringsregiment og fire artilleriregimenter efterladt i kedlen. Uden støtte fra kampvogne stod de over for en overvældende opgave den 6. juni og blev løbet over ende én efter én.
Rommel havde fortsat initiativet og forøgede sin styrke i kedlen og sendte fremstød af sted i forskellige retninger mod de forskellige fjendtlige støttepunkter. Mellem den 6. og 8. juni foretog han yderligere koordinerede angreb mod Bir Hacheim, men selv om forsvarsringen blev mindre, fortsatte de franske forsvarere med at holde ud og tog en høj pris med deres kanoner og med støtte fra kolonner fra 7. motoriserede brigade og 29. indiske infanteribrigade, som fortsatte med at forstyrre fjendens kommunikationslinjer. Forstærket med yderligere en kampgruppe angreb aksestyrkerne igen den 9. juni, og de brød til sidst dybt ind i forsvarslinjerne den 10. juni. På dette tidspunkt var det blevet umuligt at holde de frie franskes stillinger, og Ritchie gav dem ordre til at evakuere området om aftenen. Selv om de var omringet, lykkedes det general Koenig at finde huller i aksestyrkernes stillinger, hvor de kunne undslippe og mødes med transportkøretøjer fra 7. motoriserede brigade omkring 7 km mod vest. Omkring 2700 (heriblandt 200 sårede) af den oprindelige styrke på 3600 undslap fra Bir Hacheim. Da den 90. lette division indtog stillingen den 11. juni, tog de 500 franskmænd til fange, fortrinsvis sårede, som ikke kunne transporteres.

### De britiske panserstyrker lider alvorligt nederlag
Den 11. juni sendte Rommel 15. Panzerdivision og 90. lette Afrika-division mod El Adem, og den 12. juni havde han tvunget den 21. gardebrigade til at trække sig tilbage fra Knightsbridge-kassen til Tobruk-perimeteren. 29. indiske infanteribrigade slog et angreb på El Adem-boksen tilbage den 12. juni, men 2. og 4. panserbrigade til venstre for den blev trængt 6 km tilbage af 15. Panzerdivision og blev tvunget til at efterlade deres beskadigede kampvogne på slagmarken. Den 13. juni rykkede 21. panzerdivision fremad vestfra for at slutte sig til slaget og kom i kamp med 22. panserbrigade. Igen viste ‘'Afrikakorpset sin overlegne taktik ved at kombinere kampvogne og panserværnskanoner som et offensivt våben. Rommel gjorde også udstrakt brug af efterretninger og reagerede hurtigt på informationer opsnappet fra allierede radiomeddelelser ved at sende sine kampvogne mod de enheder, som telegraferede om hjælp. Ved dagens slutning var den britiske kampvognsstyrke faldet fra 300 til omkring 70 kampvogne og Afrikakorpset holdt en dominerende række af stillinger, som udgjorde en alvorlig trussel, ikke blot mod Tobruk med mod hele 13. korps, som risikerede at blive afskåret ved Gazalalinjen. Ved slutningen af den 13. juni var Knightsbridge-kassen så godt om omringet, og den blev forladt af gardebrigaden senere på natten. På grund af disse nederlag blev 13. juni kendt som "Black Saturday" i hele 8. armé.

### 8. arme trækker sig tilbage fra Gazala-linjen
Den 14. juni gav Auchinlek Ritchie tilladelse til at trække sig tilbage fra Gazala-linjen. Forsvarerne i El Adem og to omkringliggende kasser holdt ud, og 1. sydafrikanske division kunne trække sig næsten uskadt tilbage langs kystvejen. Vejen kunne ikke rumme to divisioner, så de resterende to brigader fra 50. division måtte finde alternative ruter. De kunne ikke trække sig tilbage direkte mod øst på grund af de tyske panserstyrker dér, så i stedet angreb de mod sydvest og brød gennem det 10. italienske korps linjer og fortsatte sydpå ud i ørkenen, inden de drejede mod øst og kom tilbage til eget område.
Det stod klart for Auchinleck, at London ikke ville overveje en tilbagetrækning til de stærkere forsvarsstillinger omkring den egyptisk-libyske grænse. Auchinlecks ordrer til Ritchie den 14. juni var derfor at holde en linje, som forløb sydøst fra Acroma (vest for Tobruk) gennem El Adem til Bir El Gubi. Da man nåede til aften den 15. juni, var Punkt 650 blevet løbet over ende, og den 16. var forsvarerne ved Punkt 187 blevet tvunget til at trække sig tilbage på grund af manglende forsyninger. I løbet af denne dag blev forsvarskasserne ved El Adem og Sidi Rezegh også rømmet under kraftigt pres fra Afrikakorpset. Den 17. juni var begge blevet evakueret, og enhver chance for at forhindre omringning af Tobruk var forsvundet. Ritchie gav 8. armé ordre til at trække sig tilbage til forsvarsstillinger ved Mersa Matruh, omkring 160 km øst for grænsen og overlod det til Tobruk at holde ud og true aksestyrkernes kommunikationslinjer på stort set samme måde som i 1941.

### Tobruk falder
13. korps' leder, Gott, havde givet 2. sydafrikanske divisions Klopper opgaven som kommandant for Tobruk-garnisonen. Udover divisionens to sydafrikanske brigader havde han også 201. motoriserede garderegiment, 11. indiske infanteribrigade, 32. kampvognsbrigade og 4. antiluftskytsbrigade under sin kommando. Tobruk havde tidligere udholdt en ni måneders belejring, indtil den blev undsat under Operation Crusader i december 1941, men denne gang kunne Royal Navy ikke holde garnisonen forsynet. Allierede ledere forventede, at garnisonen kunne holde ud i to måneder med de forhåndenværende forsyninger. Auchinleck derimod anså forsvaret af Tobruk for at have mindre betydning og havde allerede givet Neil Ritchie besked om, at han ikke ville holde byen for enhver pris. Desuden var det almindeligt kendt, at de øverstkommanderende for land-, flåde- og flystyrker i Cairo i februar 1942 var enedes om, at Tobruk ikke kunne modstå endnu en belejring. Med dette udgangspunkt og den efterfølgende vægt på at forstærke Gazala-stillingen med henblik på et angreb (som Aksemagterne var kommet i forkøbet) var det sandsynligt, at forsvarsstillingerne i Tobruk ikke var blevet vedligeholdt ordentligt.
Blot 7 dage senere, den 21. juni 1942, under omstændigheder, som selv efter en senere domstolsundersøgelse er dunkle og modstridende, overgav 35.000 allierede soldater sig (heriblandt hele 2. sydafrikanske division) til general Enea Navarrinis 30.000 tropper. Aksemagternes erobring af Tobruk gav mindelser om de 80.000 Commonwealth-tropper, som havde overgivet sig til tre japanske divisioner efter Singapores fald nogle få måneder tidligere.

## Efterspil
Straks efter erobringen af Tobruk blev Rommel forfremmet til feltmarskal. I modsætning hertil gav nederlaget ved Gazala og Tobruks overgivelse anledning til, at Auchinleck afskedigede Ritchie og selv overtog den direkte ledelse af 8. armé.
Efter at have erobret Tobruk rykkede Panzerarmee Afrika ind i Egypten. Auchinleck købte sig tid ved ikke at møde Rommels styrker direkte, men generede dem med forholdsvis små, men kraftige kampgrupper. Han besluttede at opgive Mersa Matruh-stillingen, fordi den havde en åben flanke mod syd i lighed med den, Rommel havde udnyttet ved Gazala. Han besluttede i stedet at trække sig yderligere over 160 km øst på til el-Alamein, hvor de stejle skrænter ned til Qattara-sænkningen udelukkede muligheden for, at panserstyrker kunne omgå hans sydlige flanke.
Trods sejren var det umuligt for Aksemagterne at erstatte tabet af kampvogne. Svækkelsen af panzerdivisionerne efter slaget havde alvorligt mindsket styrken af Afrikakorpset. Som følge heraf kunne Rommel ikke drage fordel af sejren og gennemføre Operation Aida. De betydelige forstærkninger i form af amerikanske kampvogne sikrede briterne numerisk overlegenhed under resten af felttoget i Nordafrika.
Rommel gennemførte adskillige angreb på el-Alamein-linjen mellem 30. juni og 1. juli under det første slag om el-Alamein; men blev slået tilbage. Trods Auchinlecks succes med at stoppe aksestyrkernes fremrykning her, havde Churchill mistet tilliden til ham. Han havde udvist betydeligt talent som arméchef, men hans valg af underordnede havde vist sig dårlige eller uheldige. Han havde forventet, at Neil Ritchie skulle lede en armé efter kun at have høstet erfaringer med at lede en division. Han flyttede 8. armés mest erfarne pansergeneral, Gott, fra 7. panserdivision til at lede 13. korps, en infanterienhed. Han flyttede Frank Messervy over til at lede 7. panserdivision, selv om han kun havde erfaring med at lede infanteri- og kavalerienheder.
Rommel var klar over den alvorlige stilling, aksestyrkerne befandt sig i efter slaget. Han skrev i sin dagbog den 4. juli: "Vore egne styrker er udslidte". Den 5. juli beskriver Rommel situationen som kritisk. Den 17. juli skriver han: "Fjenden, overlegen især i infanteri, opsluger den ene italienske enhed efter den anden. Tyskerne er alt for svage til at holde stand alene. Jeg kunne tude!". I august blev Auchinleck erstattet som chef for 8. armé af generalløjtnant William Gott og som øverstkommanderende i Mellemøsten af general Harold Alexander. Gott blev dræbt ved et flystyrt på vej til at overtage sin nye stilling og Bernard Montgomery blev udnævnt i stedet.
Et landgangsforsøg blev foretaget ved Tobruk om natten mellem den 13. og 14. september 1942 (Operation Agreement). De britiske styrker ved Tobruk brugte en hel dag og befriede en betydelig andel af de 16.000 britiske fanger. Der blev gjort den antagelse, at de forsvarende italienske styrker ikke ville gøre stor modstand. De angribende styrker måtte give op overfor kraftig beskydning fra de italienske kystbatterier, som sænkede HMS Sikh og heftig modstand fra den italienske San Marco marinebataljon, som var stationeret her. Da modstanden brød sammen, og angrebsstyrken trak sig tilbage, sænkede en Junkers Ju 88 (Oblt. Göbel) den lette krydser HMS Coventry og en Regia Aeronautica Macchi C.200 (major Viale) sænkede destroyeren HMS Zulu. De samlede britiske tab i form af døde og sårede under Operation Agreement omfattede 280 fra flåden, 300 Royal Marines og 160 soldater blev dræbt, såret eller taget til fange.
Oberstløjtnant Henry Robert Bowreman Foote blev tildelt Victoria Cross for sin indsats under slaget.

## Slagorden

### Allierede
Mellemøstlige kommando (Claude Auchinleck)
8. armé (Ritchie)
13. korps (Gott)
- 1. sydafrikanske infanteridivision (Pienaar)
  - 1. sydafrikanske infanteribrigadegruppe
  - 2. sydafrikanske infanteribrigadegruppe
  - 3. sydafrikanske infanteribrigadegruppe
- 2. sydafrikanske infanteridivision (Klopper) (i Tobruk)
  - 4. sydafrikanske infanteribrigadegruppe
  - 6. sydafrikanske infanteribrigadegruppe
  - 9. indiske infanteribrigadegruppe (Fletcher) (fra 5. indiske infanteridivision og flyttet til 7. panserdivision i kedlen i starten af juni)
  - 11. indiske infanteribrigade (Anderson) (fra arméreserven som erstatning for 9. indiske infanteribrigade)
- 50. infanteridivision (Northumbria) (Ramsden)
  - 150. infanteribrigadegruppe (Haydon)
  - 151. infanteribrigadegruppe (Nichols)
  - 69. infanteribrigadegruppe (Hassall)
- 1. armé kampvognsbrigade (O'Carroll)
- 32. armé kampvognsbrigade (Willison)

30. korps (Norrie)
- 1. panserdivision (Lumsden)
  - 2. panserbrigadegruppe (R. Briggs)
  - 22. panserbrigadegruppe (Carr)
  - 201. gardemotorbrigade (Marriott indtil 17. juni, derefter G.F. Johnson
- 7. panserdivision (Messervy)
  - 4. panserbrigadegruppe (Gatehouse)
  - 18. infanteribrigadegruppe (Renton)
  - 3. indiske motoriserede brigadegruppe (Filose)
  - 29. indiske infanteribrigadegruppe (Reid) fra 5. indiske infanteridivision
  - 1. frie franske brigadegruppe (Koenig) (under 7. panserdivisions ledelse da den forsvarede Bir Hacheim[23])

Arméreserve
- 5. indiske infanteridivision (Briggs)
  - 10. indiske infanteribrigade (Boucher)
  - 2. frie franske brigadegruppe
- 10. indiske infanteridivision (Rees) (ankom fra Irak)
  - 20. indiske infanteribrigade (MacGregor)
  - 21. indiske infanteribrigade (Purves)
  - 25. indiske infanteribrigade (Mountain)
  - 11. indiske infanteribrigade (Anderson) (fra 4. indiske infanteridivision)
- 1. panserbrigade
- 5. indiske infanteribrigade fra midten af juni (Russell) (fra 4. indiske infanteridivision)))

### Aksemagterne
Panzer Armee Afrika (Erwin Rommel)
- Deutsches Afrika Korps (Walter Nehring)
  - 15. panzerdivision (Gustav von Värst - såret 29. maj[54])
  - 21. panzerdivision (Von Bismarck)
  - 90. lette infanteridivision (Ulrich Kleemann)

- 20. italienske korps
  - 132. panserdivision Ariete
  - 101. motoriserede division Trieste

Gruppe Crüwell (Ludwig Crüwell)
- 10. italienske korps
  - 60. infanteridivision Sabratha
  - 102. motoriserede division Trento

- 21. italienske korps
  - 17. infanteridivision, Pavia
  - 27. motoriserede infanteridivision Brescia
  - 15. tyske riffelbrigade (fra 90. lette division)

### Fodnoter
1. ↑  Churchill erklærede: "Det var et af de alvorligste slag jeg kan mindes under krige. Ikke alene var dets militære betydning bekymrende, det havde påvirket de britiske hæres rygte."[1] Historikeren Ducan Anderson skrev i sin bog om slaget: "Slaget ved Gazala var et katastrofalt nederlag for den 8. armé, som led store tab, erobringen af Tobruk og en rodet tilbagetrækning til El Alamein. ... Slaget var begyndt med, at briterne var stærkere i antal og kvaliteten af deres våben, især med Grant-kampvognen, end deres modstandere. ... Den tyske overkommando havde imidlertid vist bedre ledelse hele vejen igennem."[2]
2. ↑  ~35.000 tilfangetaget ved Tobruk[5]
3. ↑  Briterne modtog adskillige hundrede kampvogne som forstærkninger under kampene. Mange kampvogne, som kun var beskadigede, kunne ikke bjærges på grund af 8. armés tilbagetrækning. Briterne mistede næsten alle deres kampvogne, omend en del beskadigede kampvogne kunne bjærges.
4. ↑  Det præcise antal kendes ikke. Under slaget faldt aksemagternes kampvognsstyrke endda til under 100 operative. Et betydeligt antal kampvogne kunne repareres under og efter slaget.
5. ↑  Ved afslutningen på slaget havde 15. og 21. panserdivision tilsammen kun 44 kampvogne.[9],
6. ↑  Gruppe Crüwell var en del af Panzer Armee Afrika, men i praksis valgte Rommel midlertidigt at dele sin styrke i to hvor Crüwell havde kommandoen over infanterienhederne ved den oprindelige front, mens Rommel styrede de mobile styrker under den omgående bevægelse. Efter at Crüwell var blevet taget til fange den 29. maj 1942, blev Gruppe Crüwell midlertidigt underlagt feltmarskal Albert Kesselring som var på besøg ved fronten.[55]

## Eksterne kilder
- Wikimedia Commons har flere filer relateret til Slaget ved Gazala
- German Experiences during The Battle of Gazala (engelsk)
- BBC - WW2 People's War - Battle of Gazala (engelsk)
- Battle of Gazala (engelsk)
- Parliamentsdebatter, Underhusets officielle rapport 2. juli 1942 (engelsk)
- Animationskort over slaget vedGazala Arkiveret 5. december 2013 hos  Wayback Machine (engelsk)

31°57′N 23°27′Ø / 31.95°N 23.45°Ø